# Skicross féminin de ski acrobatique aux Jeux olympiques de 2022
Navigation
Pyeongchang 2018 Milan-Cortina 2026
L'épreuve féminine de Skicross aux Jeux olympiques d'hiver de 2022 a lieu le 17 février 2022 au Genting Secret Garden de Zhangjiakou. L'épreuve est présente depuis les Jeux olympiques de 2010 qui se sont déroulés à Vancouver.
Sandra Näslund, championne du monde en titre, remporte son premier titre olympique, devant l'ancienne championne olympique de 2014, Marielle Thompson. Fanny Smith et Daniela Maier complètent le podium (après un déclassement initial suivi neuf jours plus tard par une restitution de la médaille). La tenante du titre, Kelsey Serwa, s'est retirée de la compétition. Brittany Phelan, médaillée d'argent en 2018, termine à la 5e place, remportant la petite finale. 

## Qualification
Pour être admis aux Jeux olympiques, un athlète doit remplir trois conditions en plus des critères d'âge et médicaux :
- Comptabilisé 80 points au classement FIS de la discipline au 17 janvier 2022,
- Être classé dans le top 30 d'une épreuve comptant pour la Coupe du monde ou aux Championnats du monde,
- Un maximum de quatre athlètes de même nationalité est admis.

un total de 26 athlètes remplissent ces conditions.

## Calendrier
| Date            | Manche              | Horaire | Horaire |
| --------------- | ------------------- | ------- | ------- |
| 17 février 2022 | Qualifications      | 11h30   |         |
| 17 février 2022 | Huitièmes de finale | 14h00   |         |
| 17 février 2022 | Quarts de finale    | 14h35   |         |
| 17 février 2022 | Demi-finales        | 14h54   |         |
| 17 février 2022 | Finale              | 15h10   |         |

## Médaillées
| Or                   | Argent                  | Bronze                                |
| Sandra Näslund (SWE) | Marielle Thompson (CAN) | Fanny Smith (SUI) Daniela Maier (GER) |

## Résultats

### Qualifications
Contrairement aux épreuves de Coupe du monde, les « qualifications » n'éliminent personne, puisque les skieuses ne sont que 26 à concourir : cette épreuve chronométrée a pour objet de déterminer les tableaux des huitièmes de finale réunissant les skieuses en groupe de trois ou de quatre.
| Rang | Dossard | Athlète              | Nationalité | Temps        | Différence   |       |   |                |       |         |   |
| ---- | ------- | -------------------- | ----------- | ------------ | ------------ | ----- | - | -------------- | ----- | ------- | - |
| Rang | Dossard | Athlète              | Nationalité | Temps        | Différence   | 1     | 5 | Sandra Näslund | Suède | 1:15.21 | — |
| 2    | 6       | Fanny Smith          | Suisse      | 1:17.06      | Différence   | +1.85 |   |                |       |         |   |
| 3    | 8       | Daniela Maier        | Allemagne   | 1:17.63      | +2.42        |       |   |                |       |         |   |
| 4    | 10      | Hannah Schmidt       | Canada      | 1:18.07      | +2.86        |       |   |                |       |         |   |
| 5    | 1       | Marielle Thompson    | Canada      | 1:18.16      | +2.95        |       |   |                |       |         |   |
| 6    | 18      | Lucrezia Fantelli    | Italie      | 1:18.17      | +2.96        |       |   |                |       |         |   |
| 7    | 7       | Brittany Phelan      | Canada      | 1:18.17      | +2.96        |       |   |                |       |         |   |
| 8    | 11      | Courtney Hoffos      | Canada      | 1:18.28      | +3.07        |       |   |                |       |         |   |
| 9    | 13      | Talina Gantenbein    | Suisse      | 1:18.31      | +3.10        |       |   |                |       |         |   |
| 10   | 4       | Alexandra Edebo      | Suède       | 1:18.49      | +3.28        |       |   |                |       |         |   |
| 11   | 14      | Sami Kennedy-Sim     | Australie   | 1:19.14      | +3.93        |       |   |                |       |         |   |
| 12   | 12      | Jole Galli           | Italie      | 1:19.20      | +3.99        |       |   |                |       |         |   |
| 13   | 22      | Saskja Lack          | Suisse      | 1:19.21      | +4.00        |       |   |                |       |         |   |
| 14   | 16      | Ekaterina Maltseva   | ROC         | 1:19.45      | +4.24        |       |   |                |       |         |   |
| 15   | 21      | Natalia Sherina      | ROC         | 1:19.49      | +4.28        |       |   |                |       |         |   |
| 16   | 3       | Jade Grillet-Aubert  | France      | 1:19.54      | +4.33        |       |   |                |       |         |   |
| 17   | 20      | Elizaveta Ponkratova | ROC         | 1:19.56      | +4.35        |       |   |                |       |         |   |
| 18   | 15      | Andrea Limbacher     | Autriche    | 1:19.69      | +4.48        |       |   |                |       |         |   |
| 19   | 9       | Katrin Ofner         | Autriche    | 1:19.95      | +4.74        |       |   |                |       |         |   |
| 20   | 24      | Johanna Holzmann     | Allemagne   | 1:20.95      | +5.74        |       |   |                |       |         |   |
| 21   | 23      | Christina Födermayr  | Autriche    | 1:21.02      | +5.81        |       |   |                |       |         |   |
| 22   | 19      | Anastasia Chirtsova  | ROC         | 1:21.53      | +6.32        |       |   |                |       |         |   |
| 23   | 17      | Nikol Kučerová       | Tchéquie    | 1:21.96      | +6.75        |       |   |                |       |         |   |
| 24   | 25      | Ran Hongyan          | Chine       | 1:25.85      | +10.64       |       |   |                |       |         |   |
| 25   | 26      | Pu Rui               | Chine       | 1:30.01      | +14.80       |       |   |                |       |         |   |
| 26   | 2       | Alizée Baron         | France      | Non partante | Non partante |       |   |                |       |         |   |

### Huitièmes de finale
Les Huitièmes de finale se déroule en 8 groupes de 3 ou 4 concurrentes. les deux premières de chaque groupe se qualifient pour les Quarts de finale.
| Rang | Dossard | Athlète              | Nationalité | Notes |
| ---- | ------- | -------------------- | ----------- | ----- |
| 1    | 1       | Sandra Näslund       | Suède       | Q     |
| 2    | 16      | Jade Grillet-Aubert  | France      | Q     |
| 3    | 17      | Elizaveta Ponkratova | ROC         |       |

| Rang | Dossard | Athlète             | Nationalité | Notes |
| ---- | ------- | ------------------- | ----------- | ----- |
| 1    | 5       | Marielle Thompson   | Canada      | Q     |
| 2    | 12      | Jole Galli          | Italie      | Q     |
| 3    | 21      | Christina Födermayr | Autriche    |       |

| Rang | Dossard | Athlète            | Nationalité | Notes |
| ---- | ------- | ------------------ | ----------- | ----- |
| 1    | 3       | Daniela Maier      | Allemagne   | Q     |
| 2    | 19      | Katrin Ofner       | Autriche    | Q     |
| 3    | 14      | Ekaterina Maltseva | ROC         |       |

| Rang         | Dossard | Athlète         | Nationalité | Notes |
| ------------ | ------- | --------------- | ----------- | ----- |
| 1            | 7       | Brittany Phelan | Canada      | Q     |
| 2            | 10      | Alexandra Edebo | Suède       | Q     |
| 3            | 23      | Nikol Kučerová  | Tchéquie    |       |
| Non partante | 26      | Alizée Baron    | France      |       |

| Rang | Dossard | Athlète           | Nationalité | Notes |
| ---- | ------- | ----------------- | ----------- | ----- |
| 1    | 8       | Courtney Hoffos   | Canada      | Q     |
| 2    | 9       | Talina Gantenbein | Suisse      | Q     |
| 3    | 24      | Ran Hongyan       | Chine       |       |
| 4    | 25      | Pu Rui            | Chine       |       |

| Rang | Dossard | Athlète          | Nationalité | Notes |
| ---- | ------- | ---------------- | ----------- | ----- |
| 1    | 4       | Hannah Schmidt   | Canada      | Q     |
| 2    | 20      | Johanna Holzmann | Allemagne   | Q     |
| 3    | 13      | Saskja Lack      | Suisse      |       |

| Rang | Dossard | Athlète             | Nationalité | Notes |
| ---- | ------- | ------------------- | ----------- | ----- |
| 1    | 11      | Sami Kennedy-Sim    | Australie   | Q     |
| 2    | 22      | Anastasia Chirtsova | ROC         | Q     |
| DNF  | 6       | Lucrezia Fantelli   | Italie      |       |

| Rang | Dossard | Athlète          | Nationalité | Notes |
| ---- | ------- | ---------------- | ----------- | ----- |
| 1    | 2       | Fanny Smith      | Suisse      | Q     |
| 2    | 18      | Andrea Limbacher | Autriche    | Q     |
| 3    | 15      | Natalia Sherina  | ROC         |       |

### Quarts de finale
Les Quarts de finale se déroule en 4 groupes de 4 concurrentes. les deux premières de chaque groupe se qualifient pour les Demi-finale.
| Rang | Dossard | Athlète             | Nationalité | Notes |
| ---- | ------- | ------------------- | ----------- | ----- |
| 1    | 1       | Sandra Näslund      | Suède       | Q     |
| 2    | 8       | Courtney Hoffos     | Canada      | Q     |
| 3    | 9       | Talina Gantenbein   | Suisse      |       |
| 4    | 16      | Jade Grillet-Aubert | France      |       |

| Rang | Dossard | Athlète             | Nationalité | Notes |
| ---- | ------- | ------------------- | ----------- | ----- |
| 1    | 11      | Sami Kennedy-Sim    | Australie   | Q     |
| 2    | 3       | Daniela Maier       | Allemagne   | Q     |
| 3    | 19      | Katrin Ofner        | Autriche    |       |
| 4    | 22      | Anastasia Chirtsova | ROC         |       |

| Rang | Dossard | Athlète           | Nationalité | Notes |
| ---- | ------- | ----------------- | ----------- | ----- |
| 1    | 5       | Marielle Thompson | Canada      | Q     |
| 2    | 4       | Hannah Schmidt    | Canada      | Q     |
| 3    | 12      | Jole Galli        | Italie      |       |
| 4    | 20      | Johanna Holzmann  | Allemagne   |       |

| Rang | Dossard | Athlète          | Nationalité | Notes |
| ---- | ------- | ---------------- | ----------- | ----- |
| 1    | 2       | Fanny Smith      | Suisse      | Q     |
| 2    | 7       | Brittany Phelan  | Canada      | Q     |
| 3    | 18      | Andrea Limbacher | Autriche    |       |
| 4    | 10      | Alexandra Edebo  | Suède       |       |

### Demi-finales
Les Demi-finales se déroulent en 2 groupes de 4 concurrentes. les deux premières de chaque groupe se qualifient pour la Grande finale et les deux dernières participent à la Petite finale.
| Rang | Dossard | Athlète           | Nationalité | Notes |
| ---- | ------- | ----------------- | ----------- | ----- |
| 1    | 1       | Sandra Näslund    | Suède       | GF    |
| 2    | 5       | Marielle Thompson | Canada      | GF    |
| 3    | 4       | Hannah Schmidt    | Canada      | PF    |
| 4    | 8       | Courtney Hoffos   | Canada      | PF    |

| Rang | Dossard | Athlète          | Nationalité | Notes |
| ---- | ------- | ---------------- | ----------- | ----- |
| 1    | 3       | Daniela Maier    | Allemagne   | GF    |
| 2    | 2       | Fanny Smith      | Suisse      | GF    |
| 3    | 7       | Brittany Phelan  | Canada      | PF    |
| 4    | 11      | Sami Kennedy-Sim | Australie   | PF    |

### Finales
La petite finale sert à déterminer le classement de la 5e place à la 8e place, tandis que la Grande finale est concourue pour le gain de cette compétition.
| Rang | Dossard | Athlète          | Nationalité | Notes |
| ---- | ------- | ---------------- | ----------- | ----- |
| 5    | 7       | Brittany Phelan  | Canada      |       |
| 6    | 8       | Courtney Hoffos  | Canada      |       |
| 7    | 4       | Hannah Schmidt   | Canada      |       |
| 8    | 11      | Sami Kennedy-Sim | Australie   |       |

| Rang                                | Dossard | Athlète           | Nationalité | Notes |
| ----------------------------------- | ------- | ----------------- | ----------- | ----- |
| Médaille d'or, Jeux olympiques      | 1       | Sandra Näslund    | Suède       |       |
| Médaille d'argent, Jeux olympiques  | 5       | Marielle Thompson | Canada      |       |
| Médaille de bronze, Jeux olympiques | 2       | Fanny Smith       | Suisse      |       |
| Médaille de bronze, Jeux olympiques | 3       | Daniela Maier     | Allemagne   |       |

## Classement final
| Rang                                | Dossard | Athlète                     | Nationalité |
| ----------------------------------- | ------- | --------------------------- | ----------- |
| Médaille d'or, Jeux olympiques      | 1       | Sandra Näslund              | Suède       |
| Médaille d'argent, Jeux olympiques  | 5       | Marielle Thompson           | Canada      |
| Médaille de bronze, Jeux olympiques | 2       | Fanny Smith                 | Suisse      |
| Médaille de bronze, Jeux olympiques | 3       | Daniela Maier               | Allemagne   |
| 5                                   | 7       | Brittany Phelan             | Canada      |
| 6                                   | 11      | Courtney Hoffos             | Canada      |
| 7                                   | 10      | Hannah Schmidt              | Canada      |
| 8                                   | 14      | Sami Kennedy-Sim            | Australie   |
| 9                                   | 13      | Talina Gantenbein           | Suisse      |
| 10                                  | 12      | Jole Galli                  | Italie      |
| 11                                  | 15      | Andrea Limbacher            | Autriche    |
| 12                                  | 9       | Katrin Ofner                | Autriche    |
| 13                                  | 4       | Alexandra Edebo             | Suède       |
| 14                                  | 3       | Jade Grillet-Aubert         | France      |
| 15                                  | 24      | Johanna Holzmann            | Allemagne   |
| 16                                  | 19      | Anastasia Chirtsova         | ROC         |
| 17                                  | 18      | Lucrezia Fantelli           | Italie      |
| 18                                  | 22      | Saskja Lack                 | Suisse      |
| 19                                  | 16      | Ekaterina Maltseva          | ROC         |
| 20                                  | 21      | Natalia Sherina             | ROC         |
| 21                                  | 20      | Elizaveta Ponkratova        | ROC         |
| 22                                  | 23      | Christina Födermayr         | Autriche    |
| 23                                  | 17      | Nikol Kučerová              | Tchéquie    |
| 24                                  | 25      | Ran Hongyan                 | Chine       |
| 25                                  | 26      | Pu Rui                      | Chine       |
| 26                                  | 2       | Alizée Baron (non partante) | France      |

## Polémique
Au terme d'une finale fort disputée, la Suédoise Sandra Näslund (championne du monde en titre) remporte son premier titre olympique. Le jury suspend sa décision pour le classement des autres skieuses. Alors que l'ensemble des observateurs pensent que la Canadienne Marielle Thompson, qui a terminé deuxième, va être déclassée pour avoir poussé du bras droit la Suissesse Fanny Smith, le jury décide de déclasser Fanny Smith (qui avait terminé troisième) pour avoir touché avec son ski, celui de Daniela Maier (pour éviter Marielle Thompson). Cette dernière conserve sa seconde place et la médaille de bronze revient dans un premier temps à l'Allemande Daniela Maier. Les athlètes et l'entraîneur de l'équipe suisse ont de la peine à comprendre cette décision et Fanny Smith se décide à déposer un protêt auprès de la commission disciplinaire de la FIS,. Neuf jours plus tard, la médaille de bronze lui est restituée au détriment de Daniela Maier.